# 蒙布赖
蒙布赖（法語：Montbray，法語發音：[mɔ̃bʁɛ]）是法国芒什省的一个市镇，属于圣洛区。

## 地理
蒙布赖（48°52'49"N, 1°5'44"W）面积14.04 平方千米，位于法国诺曼底大区芒什省，该省份为法国西北部沿海省份，西、北、东北三面环大西洋，东起顺时针与卡爾瓦多斯省、奧恩省、马耶讷省和伊勒-维莱讷省接壤。
与蒙布赖接壤的市镇（或旧市镇、城区）包括：贝隆、拉科隆布、马尔格赖、莫里尼、圣维戈尔德蒙、努德谢讷、诺曼底地区佩尔西。

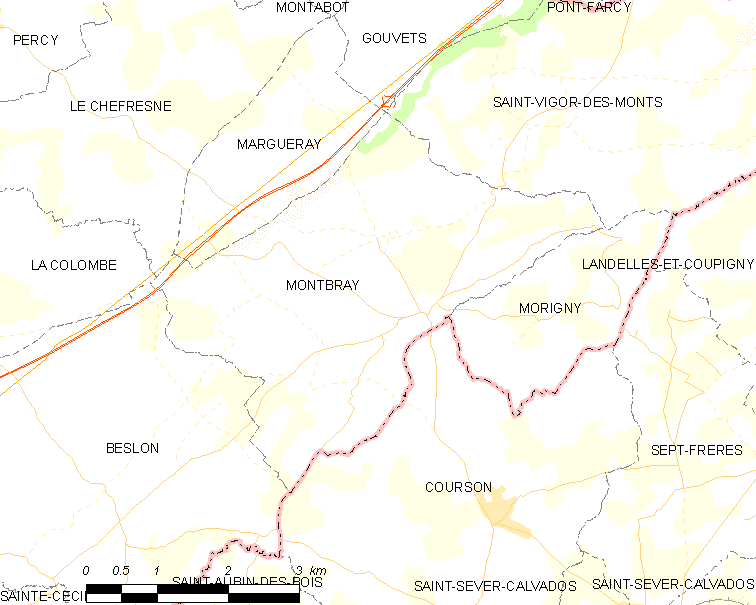
蒙布赖的OSM定位图

蒙布赖的时区为UTC+01:00、UTC+02:00（夏令时）。

## 行政
蒙布赖的邮政编码为50410，INSEE市镇编码为50338。

## 政治
蒙布赖所属的省级选区为维勒迪约莱普瓦勒-鲁菲尼县。

## 人口

1962-2008年间蒙布赖人口变化图示

蒙布赖于2022年1月1日时的人口数量为325人。